# MIT Mystery Hunt
La MIT Mystery Hunt est une compétition annuelle de chasse au trésor prenant place au Massachusetts Institute of Technology (MIT). C'est l'une des plus anciennes et des plus complexes chasses aux trésor de ce type au monde. Elle attire environ 2 500 concurrents par an, groupés en environ 60 équipes de 5 à 200 personnes. Elle a inspiré des compétitions similaires à Microsoft, l'Université Stanford, l'Université de Melbourne, l'Université de Caroline du Sud, l'Université de l'Illinois à Urbana–Champaign et l'University d'Aveiro, ainsi qu'à Seattle, San Francisco, Miami, Washington, DC, Indianapolis et Columbus, et dans certaines régions métropolitaines de l'Ohio,.
La chasse commence à midi le vendredi précédant le Martin Luther King Day, lorsque les équipes se réunissent pour recevoir les premières casse-tête. Elle se termine par une course pour trouver une « pièce » cachée sur le campus du MIT. Chaque chasse au trésor est créée et organisée par l'équipe gagnante de l'année précédente, ce qui peut entraîner des variations substantielles dans les règles et la structure. Alors que les premières chasses impliquaient quelques dizaines de casse-tête organisés de manière linéaire, les chasses récentes ont augmenté en complexité, certaines impliquant jusqu'à 160 casse-tête distincts organisés en tours, tours cachés et méta-puzzles. Les chasses les plus récentes ont introduit un thème, présenté par les organisateurs lors d'un sketch pendant la cérémonie d'ouverture.

## Structure

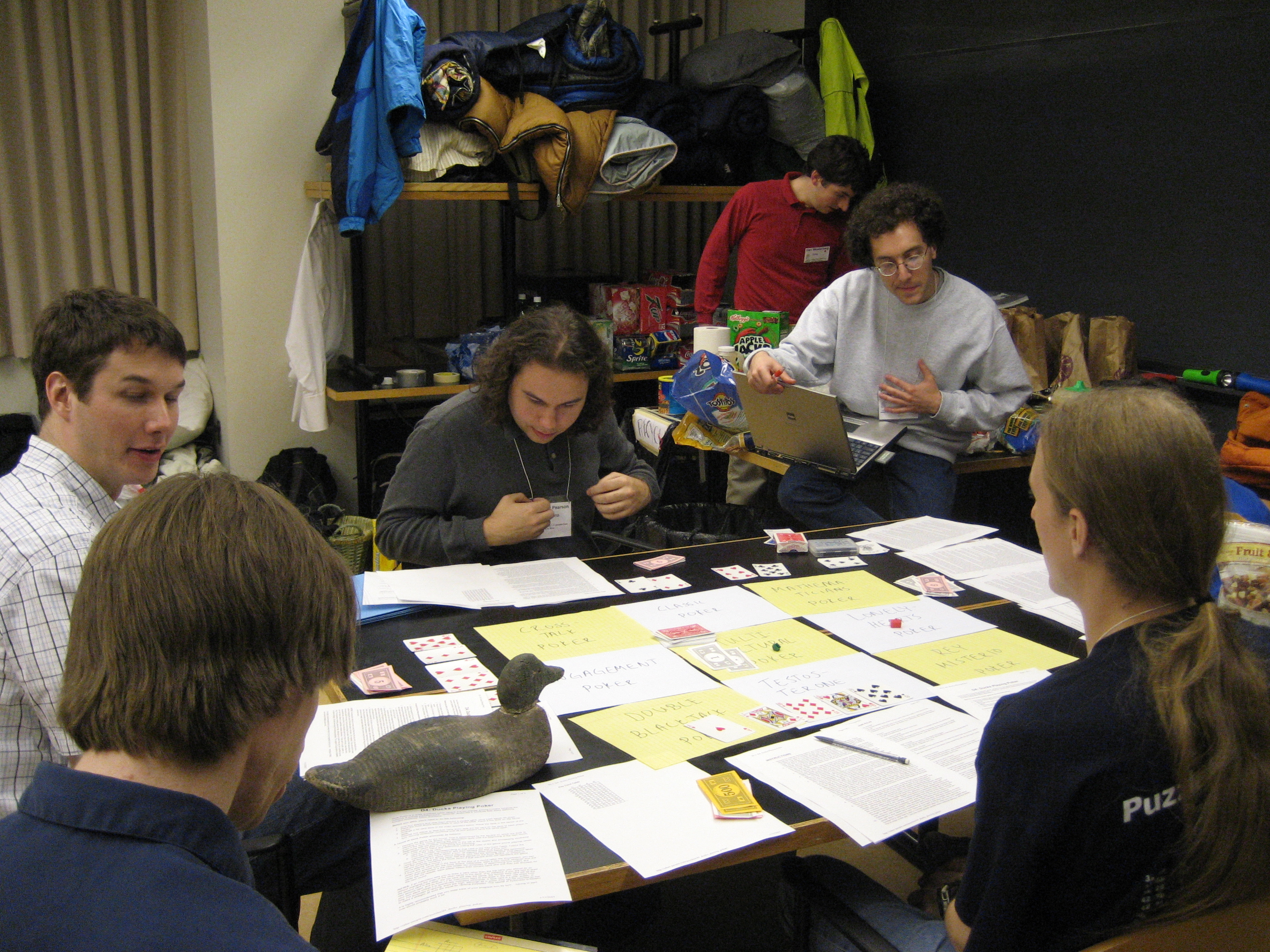
De nombreuses équipes organisent leur chasse dans des pièces avec des tableaux noirs, des projecteurs, des ordinateurs et de la nourriture. (Illustré: Codex en 2007)

L'objectif de la chasse est de résoudre un ensemble d'énigmes afin de trouver une « pièce » cachée quelque part sur le campus du MIT. Les participants peuvent s'organiser en équipes de n'importe quelle taille et ne sont pas tenus d'être physiquement présents lors de la chasse. Ces dernières années, la taille de certaines équipes a atteint environ 200 participants pour les plus grandes équipes. La proportion de participants à distance a également augmenté au fil du temps.
La chasse et les casse-tête qui la composent sont organisés et créés par l'équipe qui a remporté l'événement l'année précédente, ce qui garantit que la chasse ne sera jamais organisée (ou gagnée) par les mêmes personnes pendant deux années consécutives. Les organisateurs de chaque année sont libres de modifier n'importe quels aspects de la structure interne de la chasse. À midi, le vendredi précédant la journée de Martin Luther King, les équipes se réunissent au MIT, où les organisateurs présentent un sketch révélant le thème de la chasse de l'année et la première série de casse-tête; ils y annoncent aussi les règles et règlent d'autres questions administratives. Les équipes peuvent placer leur base d'opération n'importe où et, au cours de la chasse, elles peuvent communiquer avec les organisateurs pour vérifier les réponses aux casse-tête individuels. Certaines équipes utilisent extensivement des résolveurs à distance - des aficionados de casse-tête qui ne peuvent pas être sur le campus du MIT mais qui y consacrent tout de même leur week-end. Après la fin de la chasse, les organisateurs tiennent généralement une réunion au cours de laquelle les solutions à tous les méta-puzzles et la structure globale de la chasse sont révélées. Depuis 2009, la durée totale de la chasse est fixée à l'avance, indépendamment du moment où la pièce est trouvée pour la première fois. Cela permet à plus d'une équipe de la terminer (le record du nombre d'équipes ayant terminé une chasse est de 17 équipes, en 2017 - les gagnants n'ont pris que 18 heures).

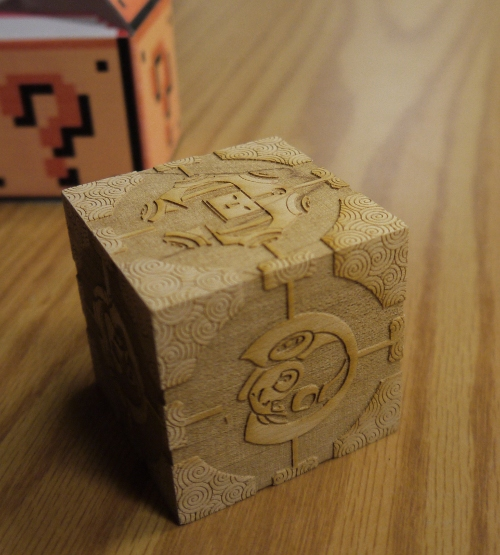
Une photo de la « pièce » utilisée par les créateurs de la chasse 2011

Alors que les casse-tête constituant les premières chasses étaient soit organisés de manière linéaire (après en avoir résolu un, un nouveau était révélé), soit énoncés tous à la fois, depuis 1998, les énigmes sont organisées en tours. Les tours successifs peuvent être lancés à des moments prédéterminés, en fonction de la résolution d'un nombre requis d'énigmes lors d'un tour précédent, ou selon des règles totalement différentes. De nos jours, la caractéristique distinctive de cette chasse au trésor est l'usage des solutions à toutes les énigmes d'un tour pour résoudre un méta-puzzle, qui n'a en général aucun énoncé explicite. Une fois qu'une équipe a résolu tous les méta-puzzles, elle peut commencer la phase de « course au trésor » pour trouver la pièce cachée: l'équipe suit une série d'indices ou d'énigmes qui les mène d'un endroit à un autre sur le campus du MIT jusqu'à atteindre l'endroit où la « pièce » est cachée. La chasse entière dure habituellement environ 48 heures, bien que la chasse de 2003 ait pris 63 heures et que la chasse de 2013 ait requis un temps record de 75 heures. Bien que le prix caché soit toujours appelé « la pièce », ces dernières années, une plus grande variété d'articles ont été utilisés comme « pièce », comme par exemple un disque compact, un fragment de météorite, une boule à neige, un morceau de charbon de bois et un cube en bois.

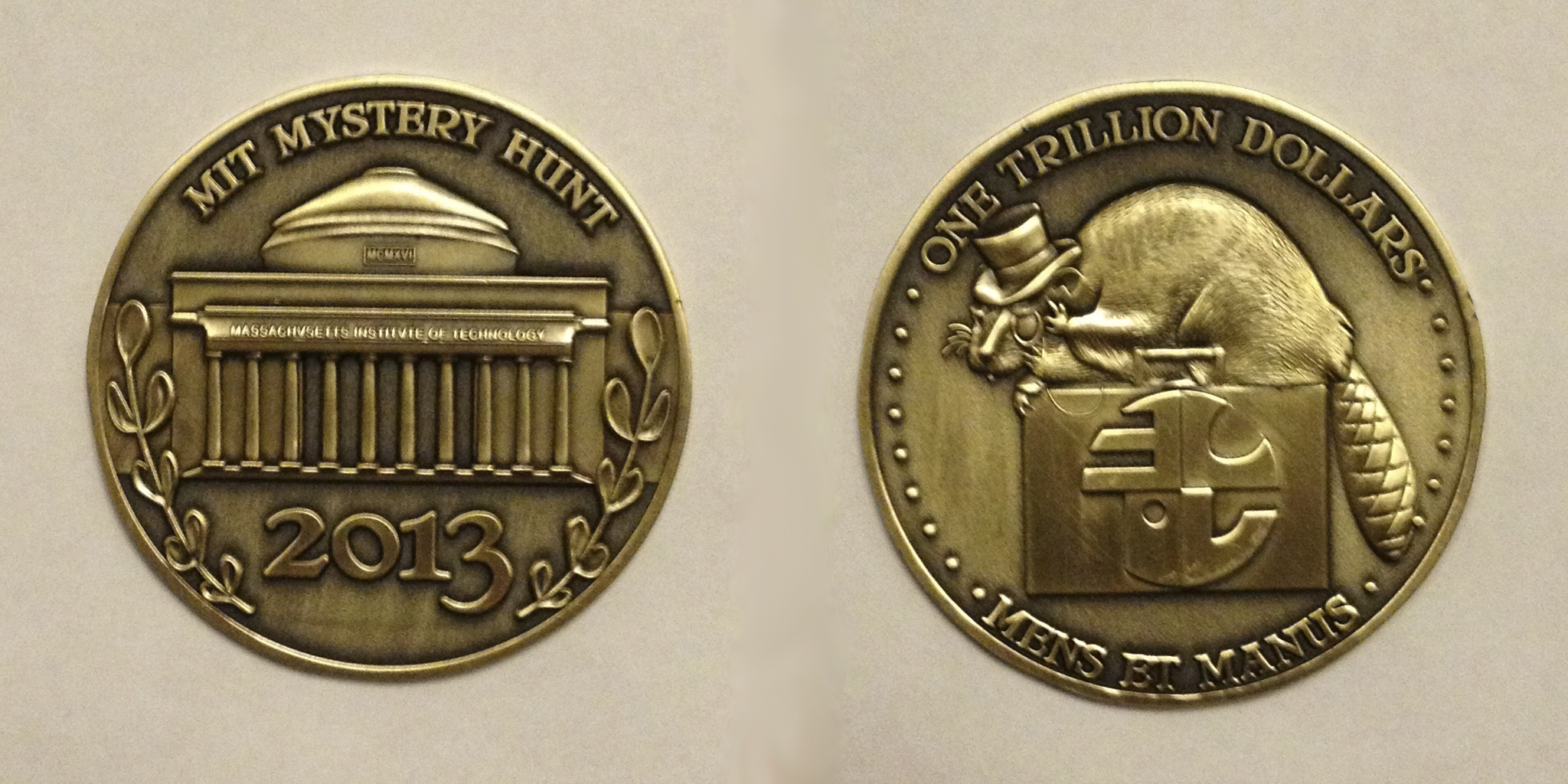
Cette pièce a été retrouvée par l'équipe gagnante en 2013, après la plus longue chasse jamais enregistrée.

La chasse au trésor utilise un grand nombre de types de casse-têtes, dont des mots croisés, des mots croisés cryptiques, des casse-tête numériques et logiques, des puzzles, des anagrammes, des jeux de points à relier, des chiffres, des énigmes, des nonograms, des sudokus et des mots cachés. Les solutions à ces casse-tête classiques sont compliquées par l'emploi de sujets obscurs ou ésotériques comme l'informatique quantique, les stéréoisomères, le grec ancien, le klingon, les cantates de Bach, les types de monnaie d'Afrique, et les poupées Barbie. Les casse-tête peuvent également faire usage d'images, de fichiers audio, de jeux vidéo, d'objets physiques, ou encore d'emplacements au sein du MIT ou de la région de Boston. La chasse présuppose également une connaissance approfondie du campus, de la culture et des traditions du MIT.[réf. nécessaire]

## Histoire

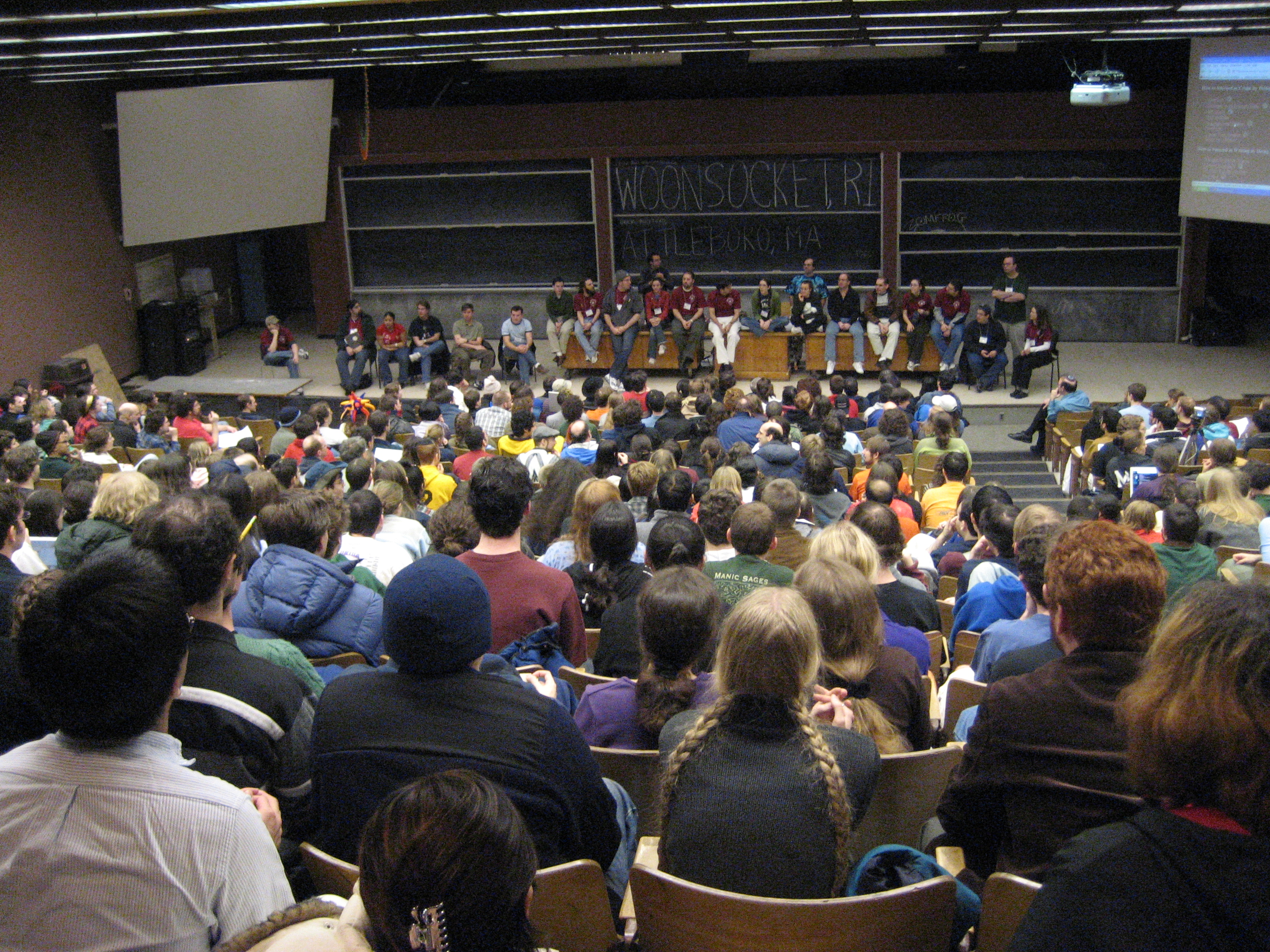
La chasse de 2007 se termine par une séance de récapitulation dans la grande salle de conférence 26-100.

La Mystery Hunt a été lancée en 1981 par Brad Schaefer, alors doctorant au MIT,. La première chasse était constituée de 12 sous-indices sur une seule feuille de papier dont un chiffre de Vigenère et une intégrale. Les réponses aux sous-indices indiquaient l'emplacement d'un Indian Head cent caché sur le campus. Les personnes qui ont trouvé la pièce ont pu choisir entre une carte cadeau de 20$ à la librairie de l'école, un don de 50$ à l'organisme de bienfaisance de leur choix et un baril de bière. La chasse a été organisée par Brad Schaefer pendant les deux années suivantes, et après son diplôme, les gagnants ont eu l'honneur d'écrire la chasse l'année suivante.
Au cours des années suivantes, la chasse est devenue plus longue et plus impliquée à mesure que le nombre de participants augmentait. Le premier thème enregistré est Captain Red Herring's Mystery Island en 1992. La chasse de 1984 avait 22 indices, et la chasse de 1987 avait 19 indices. La Mystery Hunt a continué de croître : la chasse 2014 contenait 115 casse-tête, 10 méta-puzzles, 5 événements, une course intermédiaire comprenant 24 casse-tête et une course finale de 5 casse-tête.
Bien que les méta-puzzles aient existé sous une certaine forme pour de nombreuses chasses, la structure selon laquelle les casse-tête individuels se combinent en méta-puzzles et la façon dont les casse-tête sont libérés varie. Par exemple, dans la chasse de 2006, les antepuzzles donnaient accès à de nouveaux tours, dont les réponses dérivaient d'informations liées aux casse-tête du tour, mais autrement sans rapport avec eux (par exemple, les couleurs dans lesquelles les titres des casse-tête étaient imprimés). Lors de la chasse de 2009, à l'exception des tours d'introduction plus courts, chaque tour principal avait une structure et une façon uniques de lancer de nouveaux casse-tête. Dans certaines chasses, comme celles de 1999 et de 2008, les participants n'étaient pas informés des ensembles de casse-tête à combiner pour créer des méta-puzzles; trouver les bons groupes faisait partie de la résolution du méta-puzzle.

### Thèmes passés de la Mystery Hunt
- 2019 (par Setec Astronomy) : les jours fériés, la grande inondation de mélasse de Boston, et le film L'Etrange Noël de monsieur Jack (gagnée par Left Out) (lien)
- 2018 (par Life and Order, qui en 2017 été nommée Death and Mayhem) : le film Inside Out (lien)
- 2017 (par Setec Astronomy) : un jeu de rôle similaire à Donjons et Dragons (lien)
- 2016 (par Luck, I Am Your Father) : le film Inception, et le sommeil en général (lien)
- 2015 (par One Fish Two Fish Random Fish Blue Fish) : l'exploration de l'océan (lien semi-jouable)
- 2014 (par Alice Shrugged, qui en 2013 était nommée [the entire text of Atlas Shrugged]) : Alice au pays des merveilles de Lewis Carroll (lien)
- 2013 (par Manic Sages) : un braquage de banque (lien)
- 2012 (par Codex) : le film et la comédie musicale The Producers, et les comédies musicales en général (lien)
- 2011 (par Metaphysical Plant) : les jeux vidéo, notamment Super Mario Bros. et Portal (lien)
- 2010 (par Beginner's Luck) : l'histoire alternative et l'histoire (principalement fictive) de la Mystery Hunt elle-même (lien)
- 2009 (par The Evil Midnight Bombers What Bomb At Midnight) : une chasse sur le thème de la science-fiction basée sur Escape from Zyzzlvaria, un jeu de société de science-fiction inventé[15] (lien)
- 2008 (par Palindrome): une enquête autour d'un meurtre mystérieux dans le style whodunit (lien)
- 2007 (par The Evil Midnight Bombers What Bomb At Midnight) : l'Enfer et les Sept Péchés Capitaux (lien)
- 2006 (par Physical Plant) : dans le genre d'un film d'espionnage (lien)
- 2005 (par Setec Astronomy) : les pouvoirs de super-héros (lien)
- 2004 (par The French Armada, qui en 2003 s'appelait Kappa Sig) : le film Bandits, bandits (lien)
- 2003 (par Acme) : le film Matrix (lien)
- 2002 (par Setec Astronomy) : le jeu Monopoly (lien)
- 2001 (par Palindrome) : le genre d'horreur (lien)
- 2000 (par Setec Astronomy) : le film Le Magicien d'Oz (lien)
- 1999 (par Acme) : Carmen Sandiego (lien)
- 1998 (par Palindrome) : obtention d'un diplôme d'études collégiales en énigmatologie
- 1997 (par Mark Gottlieb)[16] ) : Elvis Presley
- 1996: (par Richard Garfield, Skaff Elias et autres) : le livre Gödel, Escher, Bach: Les Brins d'une Guirlande Eternelle de Douglas Hofstadter
- 1995: (par Mark Gottlieb) : le jeu Cluedo
- 1994: (par Eric Albert et autres) : le genre cyberpunk
- 1993: une quête du Saint Graal
- 1992: Captain Red Herring's Mystery Island